# 尻屋埼灯台

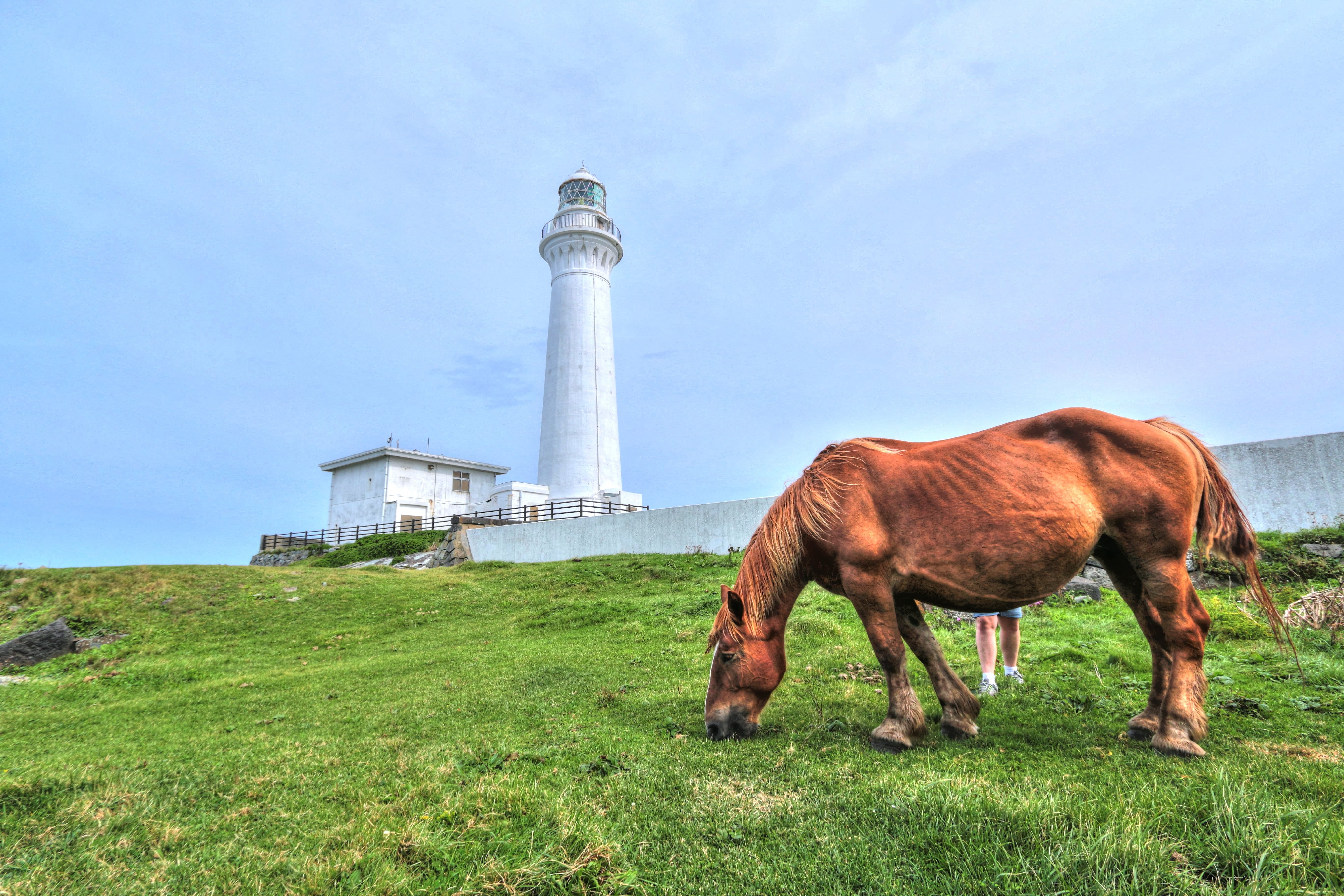
尻屋埼灯台と寒立馬

尻屋埼灯台（しりやさきとうだい）は、青森県下北郡東通村の尻屋崎の突端に立つ白亜の灯台。国の重要文化財に指定され、日本の灯台50選に選ばれている。
「日本の灯台の父」と称されるブラントンによって設計された、二重のレンガ壁による複層構造の灯台となっている。周辺には寒立馬（かんだちめ）と呼ばれる馬が放牧されており、一帯は景勝地となっている。

## 歴史
- 1876年（明治9年）10月20日：東北最初の灯台として初点灯[2][3]。なお、参考文献での表記は「尻矢崎」となっている。
- 1877年（明治10年）11月20日：日本で初めて霧鐘が設置される[2][4]。
- 1879年（明治12年）12月20日：日本で初めて霧笛が設置される[5]。これを記念して12月20日が霧笛記念日となっている。
- 1883年（明治16年）10月24日：隕石が落下しガラス損傷[6]。
- 1889年（明治22年）4月12日：灯明変更[7][8]。
- 1901年（明治34年）：日本初の自家発電の電気式灯台になる[9]。
  - 11月2日：灯器変換工事のため仮灯点灯[10][11]。
  - 12月20日：工事落成により本灯点灯[12]。
- 1908年（明治41年）1月1日：船舶通報事務取扱開始[13]。
- 1923年（大正12年）6月30日：燭光数変更[14]。
- 1932年（昭和7年）2月11日：無線方位信号所業務開始（無線標識・無線羅針）[15]。
- 1945年（昭和20年）：米軍の攻撃により破壊。運用不能になる。
- 1946年（昭和21年）
  - 夏：破壊されたはずの灯台が光を放つ怪現象が起こる。以下の「まぼろしの灯台」を参照。
  - 8月20日：霧信号舎屋上に仮設の灯火を点灯する[16]。同時に怪現象も消える。
  - 11月23日：仮灯の灯質変更[17]。
- 1947年（昭和22年）
  - 1月18日：仮灯消灯、無線方位信号所業務休止[18]。
  - 2月15日：灯質変更の上仮灯点灯[19]。
  - 3月14日：無線方位信号所業務再開[20]。
  - 4月28日：仮灯の灯質変更[21]。
- 1949年（昭和24年）
  - 6月15日：船舶気象通報放送開始、偶数時の2分から4分まで[22]。
  - 9月23日：灯塔が復旧し本灯点灯、仮灯撤去[23]。
- 1976年（昭和51年）：点灯100周年。
- 2006年（平成18年）：土木学会選奨土木遺産に選出[24]。
- 2007年（平成19年）4月10日：無線方位信号所（レーマークビーコン）廃止[25]。
- 2016年（平成28年）9月：気象通報業務の廃止[26]。
- 2017年（平成29年）6月28日：国の登録有形文化財に登録[27]。
- 2018年（平成30年）6月1日：一般公開が始まり、参観灯台の一つとなる[28]。
- 2019年（平成31年）3月：ディファレンシャルGPS局を廃止[29]。
- 2022年（令和4年）12月12日：国の重要文化財に指定[30]。

## 付属施設
- 無線方位信号所
- ディファレンシャルGPS局（2019年廃止）
  - GPS補正・テキストメッセージ方式の気象通報を実施していた。
- 船舶気象通報施設（灯台放送）
  - 1670.5kHz(H3E)で龍飛埼灯台、尻屋埼灯台、松前ディファレンシャルGPS局、大間埼灯台、恵山岬灯台の気象通報業務を行っていた。

## 一般公開
4月下旬から11月上旬までの期間に限り一般公開され、上まで登ることができる（寄付金として、中学生以上の参観者から300円を原則徴収している）。

## まぼろしの灯台
第二次世界大戦末期の1945年（昭和20年）に米軍機の機銃掃射を受けて、当時勤務していた村尾常人標識技手が殉職した。翌1946年（昭和21年）、攻撃を受け破壊しつくされたはずの灯台が光を放ち、その目撃が相次いだ。謎の光のおかげで付近を航行中の漁船が遭難を免れたということもあった。人々は米軍の攻撃時に殉職した村尾標識技手の霊なのではないかと噂した。当時の灯台長が公文書「灯台の怪火について」を灯台局に報告した。同年8月に霧信号舎屋上に仮の灯りを点灯すると同時にこの現象は消えた。なお、灯台には銃撃の跡が今でも残る。

## アクセス
- 旧むつバスターミナルよりデマンドタクシーで75分[34]、1日3 - 6往復、1270円（11月 - 4月は見学施設閉鎖により徒歩で約30分手前の「尻屋」まで）
- むつ市中心部より青森県道6号むつ尻屋崎線から東通村道尻屋灯台線に入る。

## その他
- 尻屋崎沖は海洋交通の難所で、実際遭難事故も数多く起こっている。
- 霧信号所が日本で初めて設置された場所でもある。
- かつて使われていた霧鐘は犬吠埼灯台の敷地内に保存されている。

## ギャラリー

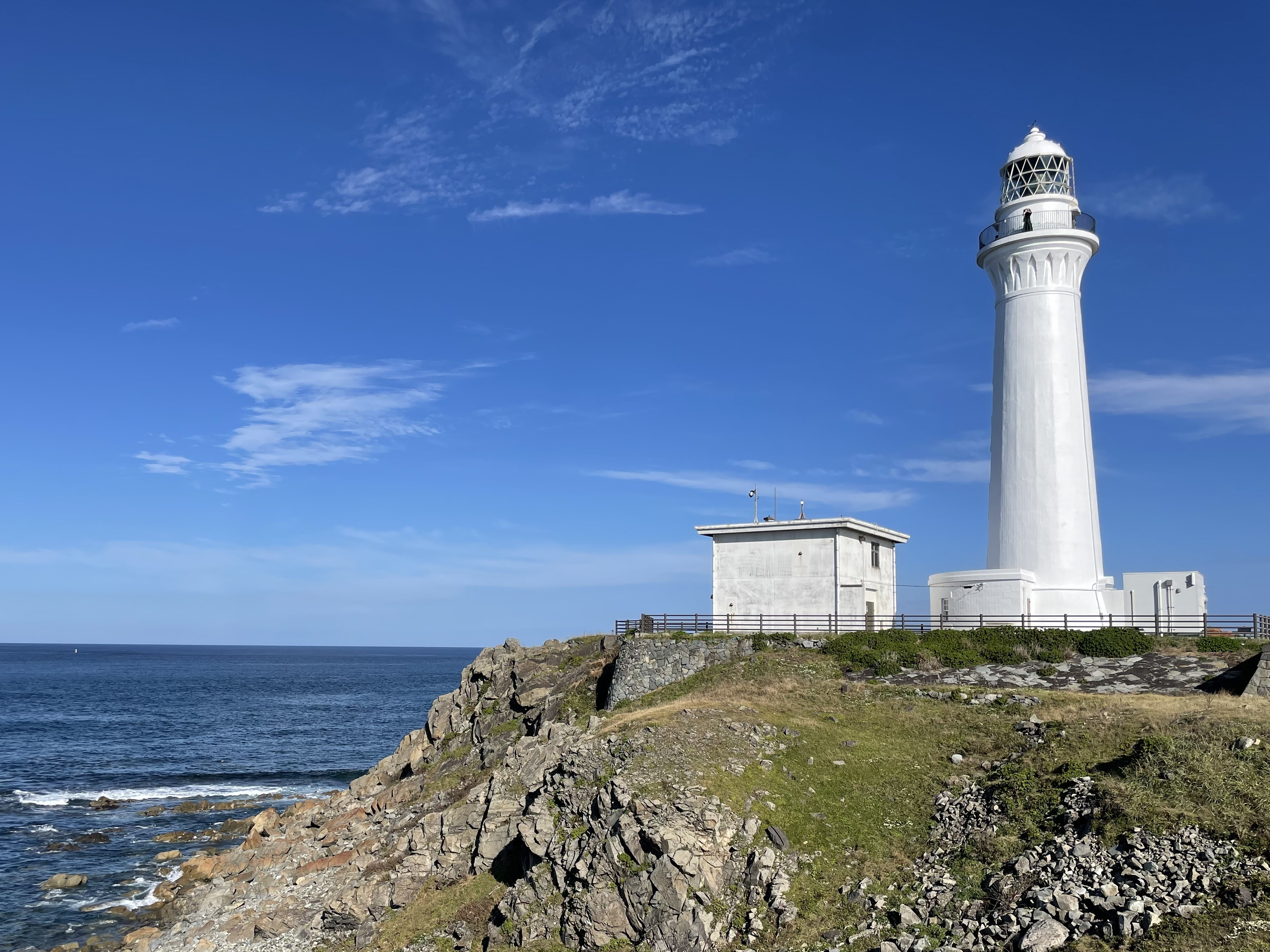
西側より
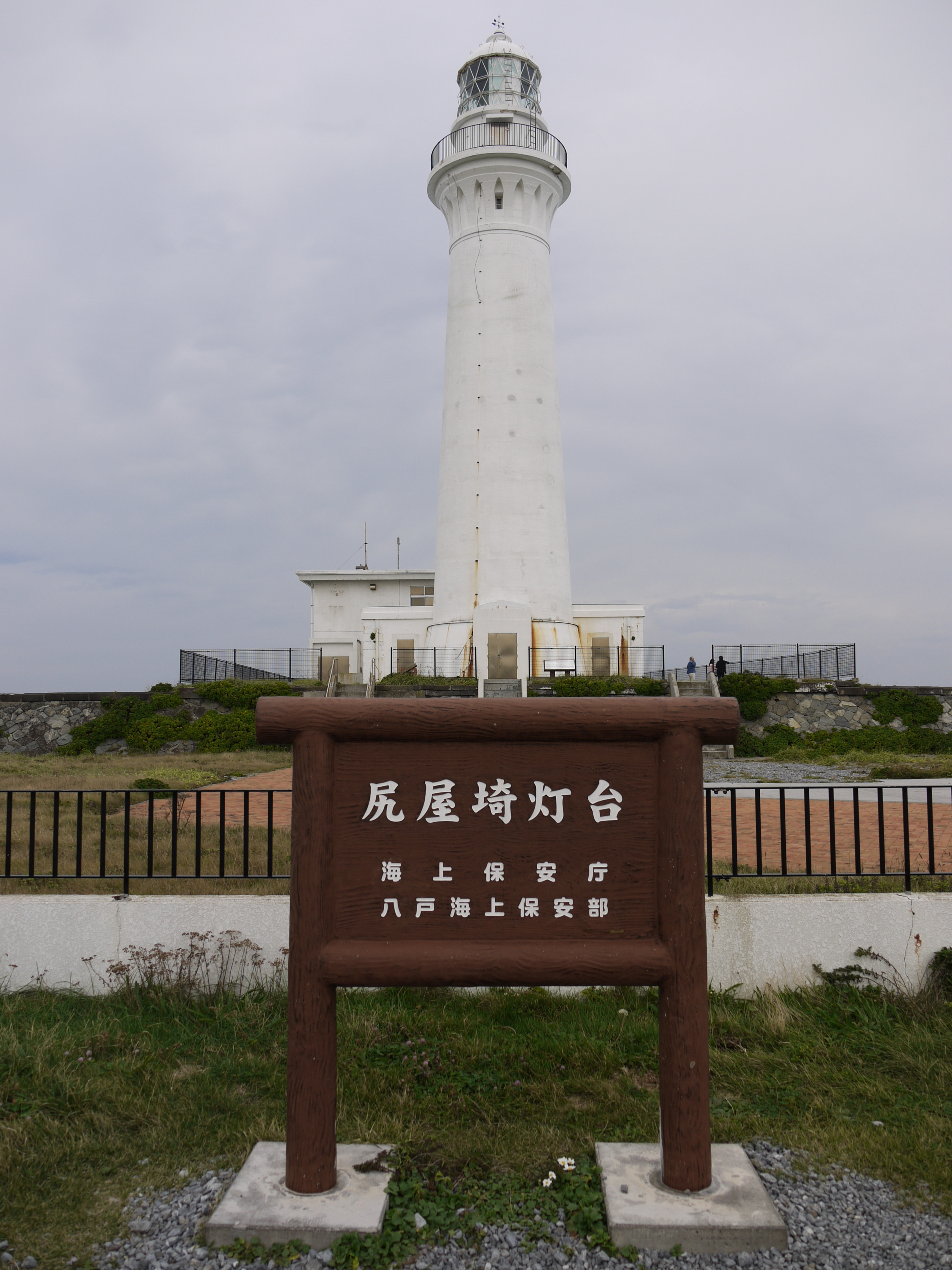
灯台と看板（2012年10月）
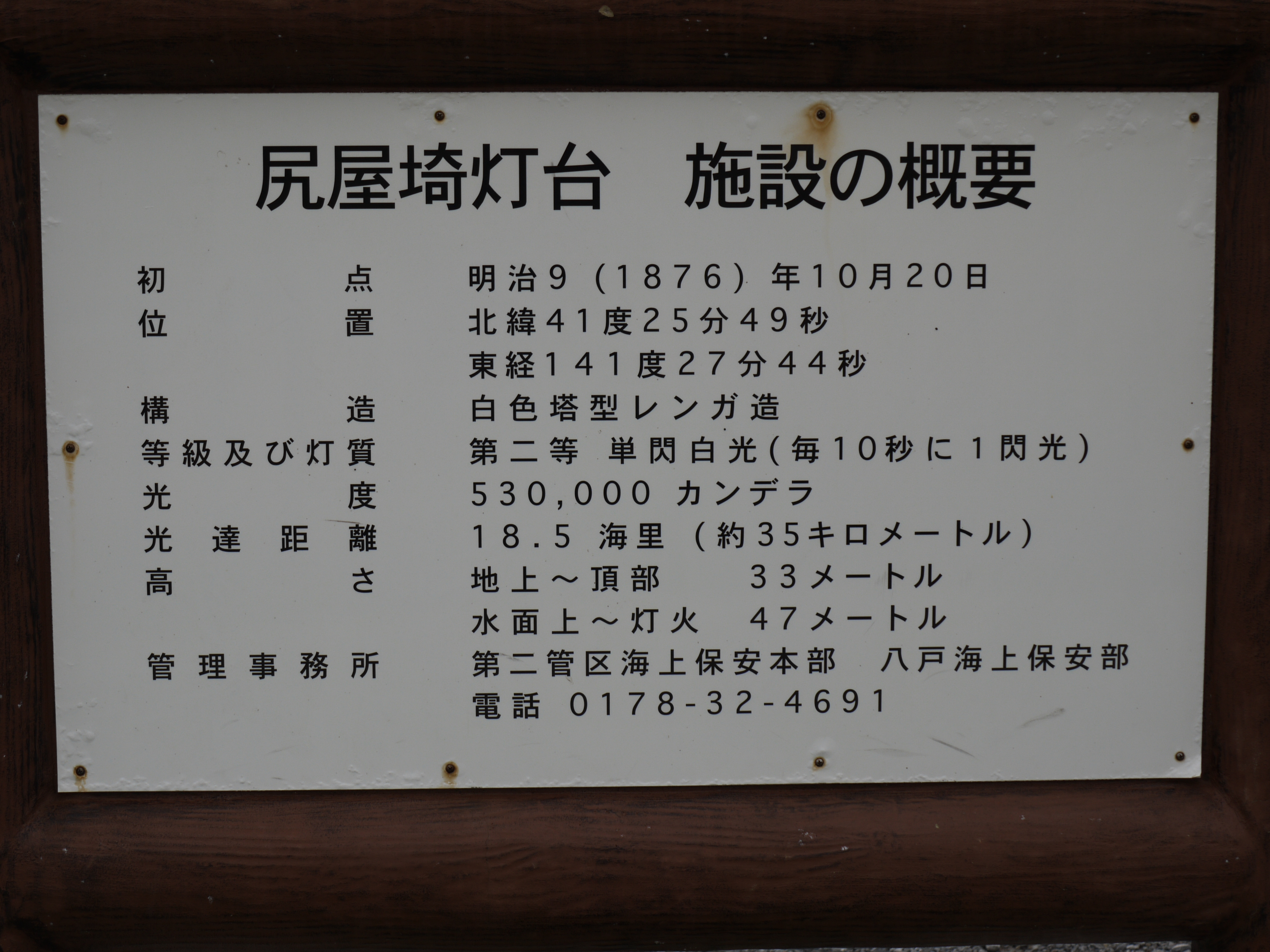
説明看板（2012年10月）
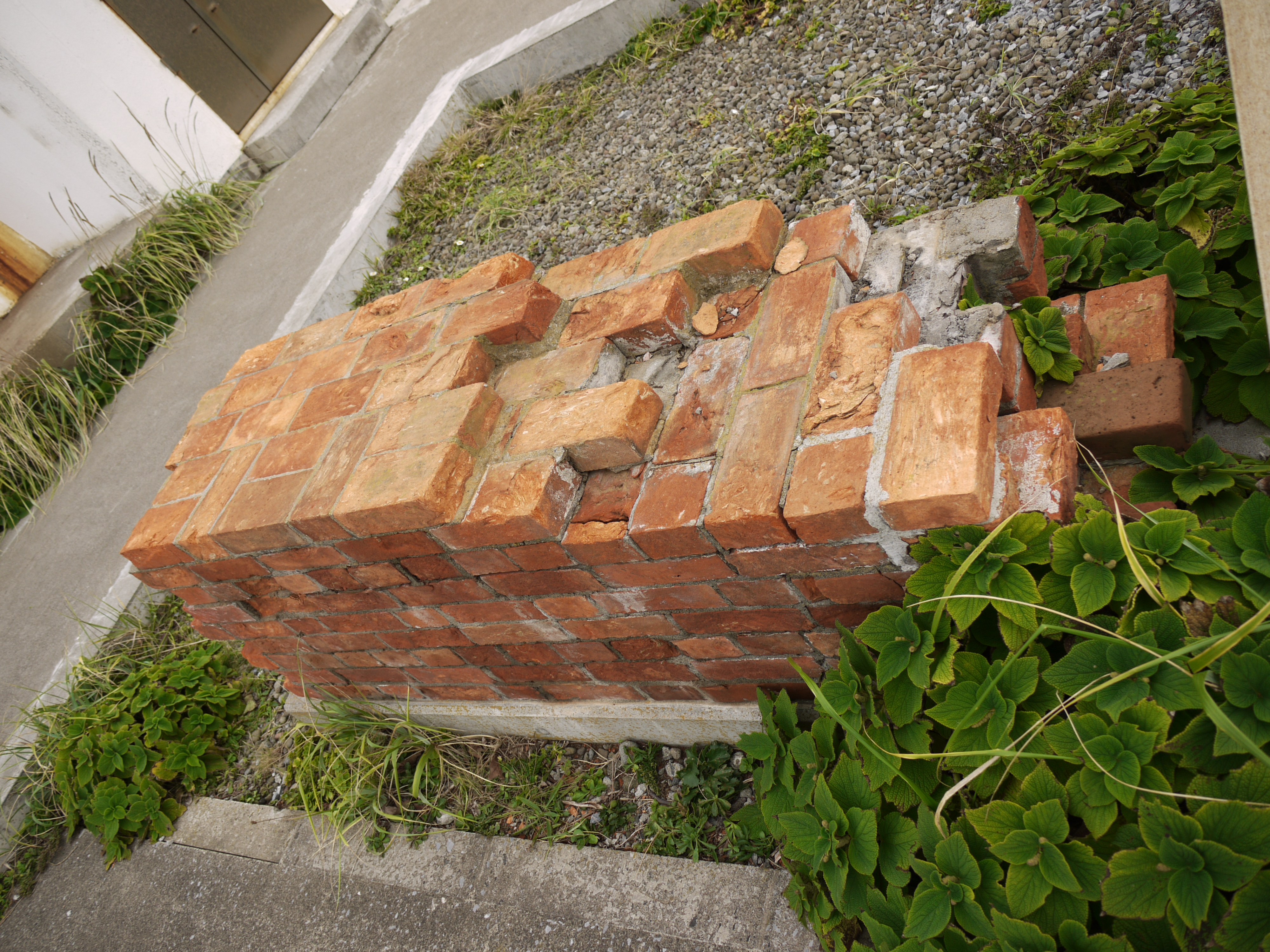
改修工事で発生した外壁部分で使われていたレンガの展示（2012年10月）